# Leonid Desyatnikov
Leonid Arkádievich Desyátnikov (en ruso: Леони́д Арка́дьевич Деся́тников, n. 16 de octubre de 1955, Járkov) es un compositor ruso que en principio fue reconocido por sus obras para bandas sonoras de películas, y luego adquirió mayor fama por su controvertida ópera Los Niños de Rosenthal, la cual fue estrenada en el Teatro Bolshói de Moscú.

## Vida y carrera
Leonid Desyátnikov nació en 1955 en Járkov, Ucrania. Es licenciado del Conservatorio de San Petersburgo, donde estudió composición e instrumentación. Desyátnikov ha escrito cuatro óperas, varias cantatas y numerosas composiciones vocales e instrumentales. Sus composiciones principales incluyen: Los Niños de Rosenthal (una ópera en dos actos; con libreto de Vladímir Sorokin), encargado por el Teatro Bolshói; Poor Liza (una ópera de cámara en un acto; libreto de Leonid Desyátnikov, basada en la novela de Nikolái Karamzín); Gift (una cantata basada en los versos de Gavrila Derzhavin); The Leaden Echo (un trabajo para voz o voces e instrumentos basado en el poema por Gerard Manley Hopkins); y The Rite of Winter 1949 (una sinfonía para coro, solistas y orquesta).
Desyátnikov ha colaborado con el violinista Gidon Kremer desde 1996 como compositor con la obra Wie der Alte Leiermann...; la versión de conjunto de cámara de Sketches to Sunset; Russian Seasons; así como el arreglo de obras de Astor Piazzolla, incluyendo el tango-opereta María de Buenos Aires y el tango suite Cuatro estaciones porteñas. Desyátnikov escribió las bandas sonoras para películas como Sunset (1990), Lost in Siberia (1991), Hammer and Sickle (1994), Moscow Nights (Katya Izmáilova) (1994), Giselle's Mania (1995), Prisoner of the Mountains (1996), All That Is Tender (1996), Moscow (2000),  His Wife’s Diary  (2000) y The Target (2010).

## Premios
Desyátnikov fue condecorado con un premio Golden Ram y el Grand Prix del IV festival Internacional de Música de Cine, en Bonn por la banda sonora de Moscow y el premio especial del Festival de cine Window to Europe en el Festival de Cine en Víborg. En 2006, la ópera de Los Hijos de Rosenthal recibió el premio especial del jurado de The Golden Mask National Theatre Award. En 2003, Desyátnikov fue galardonado con el Premio Estatal de Rusia.

## Obra
Desyátnikov es autor de cuatro óperas, la sinfonía The Rite of Winter 1949, ciclos vocales de los poemas de Rilke y los poetas del grupo OBERIÚ, y varias transcripciones instrumentales de temas de Astor Piazzolla. El mismo compositor define su música como "una emancipación de consonancia, transformación de banalidad y  'minimalismo' con una cara humana". Su género favorito es "una bagatela trágicamente traviesa".

### Ópera
- Poor Liza (Бедная Лиза) ópera de cámara en un acto, libreto de Leonid Desyátnikov basada en una obra de Nikolái Karamzín (1976; 1980)
- Nobody Wants to Sing or Bravo-bravissimo,  Pioneer Anisimov (Никто не хочет петь, или Браво-брависсимо, пионер Анисимов una ópera cómica para niños en dos actos, libreto de B. Chaban (1982)
- Vitamin of the Growth (Витамин роста) ópera clásica en un acto para niños, para cantantes solistas y piano basado en una obra de Oleg Grigóriev  (1985)
- The Children of Rosenthal (Дети Розенталя) ópera en dos actos con libreto de Vladímir Sorokin. Comisionada por el Teatro Bolshói, estrenada el 23 de marzo de 2005

### Música de cámara
- Variations on the Obtaining of a Dwelling para violonchelo y piano
- Wie Der Alte Leiermann  para violín y piano
- Du côté de chez Swan para dos pianos
- Sketches to Sunset, para quinteto de flauta, clarinete, violín, contrabajo y piano
- Return para oboe, clarinete, dos violines, viola, violonchelo y cinta

### Otros géneros
- Gift (Dar), basado en una obra de Gavrila Derzhavin
- Liebe und Leben des Dichters, ciclo vocal basado en poemas de Daniil Jarms y Nikolái Oléynikov
- The Leaden Echo, para voz o voces e instrumentos, basada en una obra de Gerard Manley Hopkins,
- Russian Seasons para voz, violín solo y cuerdas

### Música para orquesta sinfónica
- The Rite of Winter 1949, una sinfonía para coro, cantantes solistas y orquesta
- Sketches to Sunset para orquesta

### Ballet
- Lost Illusions

### Música de películas
- Sunset ("Закат", Zeldóvich, 1990)
- Lost in Siberia ("Затерянный в Сибири", 1991, Mittá)
- Katia Izmáilova (Moscow nights) ("Подмосковные вечера", Todorovsky, 1994)
- Hammer and Sickle ("Серп и молот", Lívnev, 1994)
- Giselle's Mania ("Мания Жизели", Uchítel, 1995)
- The Prisoner of the Mountains ("Кавказский пленник", Bodrov, 1996)
- Whoever softer ("Тот, кто нежнее", Karpykov, 1996)
- His Wife's Diary (Uchítel, 2000)
- Moscow ("Москва", Zeldóvich, 2000)
- Tycoon ("Олигарх", Lunguín, 2002)
- Dreaming of Space ("Космос как предчувствие", Uchítel, 2005)
- Captive ("Пленный", Uchítel, 2008)
- Target ("Мишень", Zeldóvich, 2011)